# Nanda Costa
Fernanda Costa Campos Cotote, född 24 september 1986 i Paraty, är en brasiliansk skådespelare.

## Filmografi

### TV
- 2006 : Cobras & Lagartos, Madá (Maria Madalena Padilha)
- 2008 : Por Toda Minha Vida, Dolores Duran (épisode Dolores Duran)
- 2008 : Ó Paí, Ó, Quenga (épisode A Quenga do Matagal)
- 2009 : Viver a Vida, Soraia Villela
- 2010 : Episódio Especial, Ela Mesma
- 2010 : Clandestinos - O Sonho Começou, Nanda (épisode Último Episódio)
- 2011 : Amor em 4 Atos, moça (épisode Folhetim & Vitrines)
- 2011 : Cordel Encantado, Lilica (Lillian Desireé)
- 2012 : Salve Jorge, Morena Santos
- 2017 : Pega Pega, Sandra Helena

### Filmer
- 2008 : Sexo com Amor?, Juliana
- 2009 : Bezerra de Menezes, Senhora
- 2009 : Carmo, Rosália
- 2009 : Um Homem Qualquer, Lia
- 2010 : Sonhos Roubados, Jéssica
- 2011 : Febre do Rato, Eneida
- 2012 : Gonzaga - De Pai para Filho, Odaléia Guedes